# Sebastian Sommer
Sebastian Sommer (født 8. april 1996) er en dansk fodboldspiller, der spiller for Kolding IF. Han spiller midtbane.

## Karriere

### SønderjyskE
Han blev rykket op på førsteholdet i juni 2015.

### Kolding IF
Den 7. juli 2016 blev det offentliggjort, at Sommer havde skrevet under på en kontrakt med Kolding IF for den kommende sæson.